# Jimenezia elegans
Jimenezia elegans är en insektsart som beskrevs av Bolívar, I. 1881. Jimenezia elegans ingår i släktet Jimenezia och familjen vårtbitare. Inga underarter finns listade i Catalogue of Life.